# Osli
Osli est un village du département de Győr-Moson-Sopron au nord-ouest de la Hongrie.

## Histoire
Le village tire son nom du clan éponyme, Osl, cité pour la première fois en 1061. Le village, quant à lui, est mentionné pour la première fois en 1230 sous la forme villa Osl.

## Géographie

### Ville la plus proche
- Osli est à 10 km de la ville de Kapuvár (11 307 habitants).

### Transports
- Le village n'est traversée pas aucun chemin de fer. La gare la plus proche est celle de Kapuvár
- Osli est facilement accessible par la route. La route principale la plus proche est la 85 (85-ös).
- Le transport par bus est de bonne qualité, et il y a des lignes régulières à partir de Kapuvár.

## Sources
- Győr-Moson-Sopron megye kézikönyvéből, Ed. Szekszárd, 1998.